# سدلیتسه (ناحیه پریبرام)
سدلیتسه (به چکی: Sedlice) یک منطقهٔ مسکونی در جمهوری چک است که در ناحیه پریبرام واقع شده‌است.